# Conferenza Permanente dell'Audiovisivo Mediterraneo
La Conferenza Permanente dell'Audiovisivo Mediterraneo (in acronimo CO.PE.A.M.) è un'organizzazione senza scopo di lucro con sede a Roma, dedita alla promozione del dialogo e dell'integrazione culturale tra i principali attori del settore audiovisivo delle regioni affacciate sul mar Mediterraneo, federando gli enti di servizio pubblico radiotelevisivo, le associazioni professionali e culturali di settore, le istituzioni internazionali e gli istituti di formazione competenti.
Al 2016 vi risultano associate circa 64 entità, delle quali 36 società radiotelevisive di 26 paesi dell'Europa, dei Balcani, del Nordafrica e del Medio Oriente.

## Struttura
La sede operativa e il segretariato generale sono basati fin dalla fondazione presso gli uffici romani della Rai Radiotelevisione Italiana.
- Presidente: Karim Abdallah - MySatTV
- Vice-Presidenze: Radio France – Francia; Radio Romania – Romania; PBC – Palestina; TRT – Turchia
- Segretario Generale: Claudio Cappon
- Vice-Segretario Generale: Paola Parri

Comitato di Direzione 2024 – 2026
- BNT – Bulgaria
- EPTV - Etablissement Public de Télévision - Algeria
- France Télévisions - Francia
- HRT - Croatian Radiotelevision - Croazia
- Jordan Media City – Giordania
- MySAT – Libano
- NMA – Egypt
- PBC - Public Broadcasting Corporation – Palestina
- Radio France - Francia
- Radio Romania – Romania
- RAI-Radiotelevisione italiana – Italia
- RTK – Radio Television of Kosovo - Kosovo
- RTSH – Albanian Radiotelevision - Albania
- RTVE – Radiotelevision Española – Spagna
- Télévision Tunisienne – Tunisia
- TRT - Turkish Radio-Television - Turchia

## Origine
Fondata a Il Cairo (Egitto) nel 1996, la COPEAM  si inserisce nel processo di definizione di uno spazio audiovisivo euromediterraneo in concomitanza con il rafforzamento dei rapporti tra l'Unione europea e i paesi arabi del Nordafrica (Mashreq e Maghreb) avviatosi con il Processo di Barcellona (1995).

## Principali tappe istituzionali
1994
A Palermo viene avviata la Conferenza Permanente dell'Audiovisivo Mediterraneo
1995
Conferenza di Barcellona. I ministri degli affari esteri dei 15 paesi dell'UE e dei 12 paesi mediterranei danno il via al Partenariato EUROMED, conosciuto sotto il nome di Processo di Barcellona.
1996
A Il Cairo 63 organismi, di cui 28 radiodiffusori, fondano la COPEAM.
1998
A Tunisi la CE finanzia lo studio di fattibilità di EUROMED TV (canale satellitare euro-mediterraneo multiculturale e multilingue) condotto dalla COPEAM, e lancia, attraverso lo strumento MEDA, Euromed Audiovisuel, programma di sostegno alla cooperazione audiovisiva euro-mediterranea.
2008
A Parigi viene adottata la Dichiarazione dell'UpM. I media e la società dell'informazione vengono inseriti tra le priorità dell'agenda dell'UpM, a seguito dell'azione condotta dalla COPEAM per la promozione del settore audiovisivo .
2010
A Strasburgo i Ministri del Consiglio d'Europa approvano la richiesta della COPEAM di aderire come osservatore al Comitato direttivo sui media e i nuovi servizi di comunicazione (CDMC, oggi CDMSI) del Consiglio d'Europa .
2011
A Bruxelles il Parlamento europeo approva l'emendamento della COPEAM al Libro verde « Liberare il potenziale delle industrie culturali e creative », volto ad includere nel Piano d'Azione IEVP 2011-2013 della CE una linea budgetaria a sostegno della produzione e della distribuzione delle opere audiovisive dell'area euro-mediterranea.
2013
La COPEAM entra nel Comitato consultativo dell'Osservatorio Europeo sull'Audiovisivo del Consiglio d’Europa .

## Attività
La missione della COPEAM si basa sulla condivisione di progetti e obiettivi da parte degli associati, sfruttando il potenziale moltiplicatore della rete.
L'Associazione promuove e coordina progetti regionali e sub-regionali nel campo della formazione - in particolare al giornalismo e al documentario - delle coproduzioni internazionali televisive e radiofoniche, dell'organizzazione di eventi su tematiche legate al mondo dei media, della promozione dell'uguaglianza di genere nel settore radiotelevisivo.
Ha un partenariato permanente con le unioni Unione europea di radiodiffusione e ASBU-Arab States Broadcasting Union.
Le attività della COPEAM si articolano attorno a 7 Commissioni di lavoro e si basano su una logica di networking.
- Commissione Cinema, Festival, Cultura
- Commissione Formazione
- Commissione Patrimonio Audiovisivo
- Commissione Scambio News e Magazine TV
- Commissione Radio
- Commissione Televisione
- Commissione Uguaglianza di Genere

Note
1. ↑  https://www.nna-leb.gov.lb/en/%D9%85%D8%AA%D9%81%D8%B1%D9%82%D8%A7%D8%AA/688864/lebanese-abdallah-elected-as-new-copeam-president
2. ↑  https://eur-lex.europa.eu/legal-content/IT/TXT/?uri=URISERV%3Ar15001
3. ↑  http://ufmsecretariat.org/wp-content/uploads/2015/10/ufm_paris_declaration1.pdf
4. ↑  https://search.coe.int/cm/Pages/result_details.aspx?ObjectID=09000016805d024f
5. ↑  http://www.primaonline.it/2013/12/05/175868/copeam-diventa-membro-dellosservatorio-europeo-dellaudiovisivo/